# قصر الحسوات
قصر الحسوات أو الحصيوات هو قصرٌ تاريخيٌّ يقع قرية السيح الجنوبي التابعة لمحافظة الأفلاج في منطقة الرياض، في المملكة العربية السعودية.

## الموقع
يقع القصر جنوب قرية السيح الجنوبي ويبعد عن مدينة ليلى 10كم، والقصر يقع على اطراف بلدة السيح الحالية من جهة الجنوب الغربي ويرتبط بها بطريق ترابي ممهد.

## التاريخ
قصر الحسيوات هو أحد القصور التراثية القديمة ويسمى أيضا بالحصيوات ويتميز موقعه بأهمية تاريخية لقربة من بلدة السيح الجنوبي ومن قصيرات عاد.

## وصف الموقع
يتبع القصر في شكله وتصميمه أسلوب الأبنية الدفاعية والقصور المحصنة في المنطقة، وتبلغ اجمالي مساحته حوالي 1100م2، ويتكون من قسمين أحدهما مغلق يتخذ شكل قلعة مربعة يصل طول ضلعه إلى 24 متراً تقريباً، والآخر كان يُستخدم على الأرجح كساحة مفتوحة تتبع للقصر، يوجد له مدخل وحيد في ضلعه الشمالي يتخذ أسلوب البوابات المنكسرة ليحقق للساكنين الأمن والحماية من الإعتداء والفضول وتقلبات المناخ، وهو يبرز عن الجدار الخارجي. كما يوجد للقصر سور متوسط الإرتفاع مدعم بأبراج دفاعية في أركانه الأربعة كانت تستخدم للرصد والرمي على الأعداء، وكل برج يتخذ الشكل الهرمي الناقص بقاعدة مربعة يضيق كلما زاد الإرتفاع فيعطي شكلاً يعبر عن القوة والثبات والمهابة. يتكون القصر من الداخل من فناء كبير يغطي معظم مساحته مع بعض الغرف حوله، ويخلو من أية عناصر زخرفية باستثناء بعض الفتحات المثلثية. استخدمت مواد البناء التقليدية المُستخلصة من مواد البيئة الطبيعية المحلية في بناء القصر، حيث استخدم الحجر والطين للجدران التي كانت تبنى بطريقة العروق، وهي طريقة تعتمد على عمل مداميك من الطين المخلوط بالتبن والحصى ويتم البناء على مراحل متتالية، وفي الأسقف تم استخدام عوارض جذوع الأثل وفوقها يرصف جريد النخل.

### مكونات الموقع
- أساسات من الحجر
- الحوئط سميكة ومبنية بطريقة العروق
- المباني مغطاة بطبقة من اللياسة
- القصر حالياً غير مستخدم
- الجزء المغلق من القصر يصل ارتفاعه تقريباً 8 م.
- الفتحات الموجودة بالقصر عبارة عن فتحات مستطيلة ومثلثة ويوجد عليها بعض الزخارف والنقوش.[2]